# 吉里于孜镇
吉里于孜镇，是中华人民共和国新疆维吾尔自治区伊犁哈萨克自治州伊宁县下辖的一个乡镇级行政单位。

## 行政区划
吉里于孜镇下辖以下地区：
西一区社区、东一区社区、西二区社区、东二区社区、桥西社区、和田买里村、吉里于孜村、五道桥村、墩买里村、上肉孜买提于孜村和下肉孜买提于孜村。